# Olympische Sommerspiele 2000/Teilnehmer (Burkina Faso)
| Gelbes Symbol für Goldmedaillen mit stilisierten Olympischen Ringen | Graues Symbol für Silbermedaillen mit stilisierten Olympischen Ringen | Braundes Symbol für Bronzemedaillen mit stilisierten Olympischen Ringen |
| ------------------------------------------------------------------- | --------------------------------------------------------------------- | ----------------------------------------------------------------------- |
| —                                                                   | —                                                                     | —                                                                       |

Burkina Faso nahm bei den Olympischen Sommerspielen 2000 in der australischen Metropole Sydney mit vier Athleten in drei Sportarten teil.
Seit 1988 war es die vierte Teilnahme Burkina Fasos an Olympischen Sommerspielen.

## Flaggenträger
Der Leichtathletin Sarah Tondé trug die Flagge Burkina Fasos während der Eröffnungsfeier im Stadium Australia.

## Teilnehmer nach Sportarten

### Boxen
- Drissa Tou
Herren, Fliegengewicht

### Judo
- Salifou Ouiminga

### Leichtathletik
- Idrissa Sanou
Herren, 100 m: mit 10,6 s in der ersten Runde ausgeschieden

- Sarah Tondé
Damen, 100m: mit 12,56 s in der ersten Runde ausgeschieden